# Кочубей Микола Савович
Мико́ла (Микола́й) Са́вович Кочубе́й (нар.1956, Київ) — український художник, графік, автор ескізів українських пам'ятних і ювілейних монет, дизайнер українських поштових марок. Заслужений художник України. Голова секції художників графічного мистецтва Київської організації НСХУ.

## Життєпис
Микола Савович Кочубей народився у Києві 30 грудня 1956 року. Родина художника походить з Вінниччини, з с. Нападівка.
|                                     | Моє дитинство пройшло на Вінниччині, а там все співає: і природа, і люди. Це закарбувалося в моєму серці. |
| — Микола Кочубей, для газети «День» | |

Батько майбутнього митця працював у Києві в управлінні підземних робіт, укріплював схили Дніпра.
У 1973-1977-х роках Микола Кочубей навчався у Київському художньо-промисловому технікумі.
На початку 80-х він продовжив навчання у школі-студії Віктора Зарецького, у 1984–1990 роках — у Національній академії образотворчого мистецтва і архітектури (Викладачами з фаху були Андрій Чебикін, Микола Компанець).
|                              | ...мій викладач Андрій Чебикін працює в офорті. Колись він зацікавив цим нас, студентів. Якщо попереднє покоління графіків більше ліногравюрою займалося, то коли я навчався у вузі, багато хто закохався в офорт. З цією пристрастю й вийшов на диплом... |
| — Микола Кочубей, для «Віче» | |

З 1990 року Микола Кочубей є членом Національної спілки художників України.
У 1993–1996 роках — аспірант асистентури у Національній академії образотворчого мистецтва і архітектури під керівництвом Георгія Якутовича.
З 1996 року очолює секцію художників графічного мистецтва Київської організації НСХУ.
Також з 1996-го співпрацює з Національним Банком України, розробляє ескізи майбутніх ювілейних і пам'ятних монет.
З 1998-го працює над замовленнями видавництва «Марка України».
2004 року розпочинає викладати у НАОМА. Окрім цього завідує кафедрою живопису у Дитячій академії мистецтв на Оболоні.

## Творчість
У творчому доробку Миколи Кочубея кольорові офорти, акварелі, літографії. Його роботи зберігаються у приватних колекціях, а також у Національному художньому музеї, Національному музеї Тараса Шевченка, колекції Міністерства культури і туризму України.

### Кольорові офорти
Технікою офорту Микола Кочубей захопився під час навчання в НАОМА під впливом свого викладача Андрія Чебикіна.
Саме в такій техніці була виконана дипломна робота митця — серія кольорових офортів «З народних джерел до українських народних пісень», у яких були відображені теми колядок, чумацьких та весільних пісень.
Пісенну тему художник продовжив і після закінчення вишу. На нові роботи цієї тематики надихнув, зокрема, виступ хору «Гомін», творчість тріо «Золоті ключі»
З'явилась серія, де кожна робота присвячена окремій українській пісні. «Ой, чий то кінь стоїть», «Ой, у полі жито копитами збито», тощо. Останню пісню Миколі Кочубею наспівала дружина Івана Миколайчука Марічка. Улюблена пісня актора настільки вразила художника, що він виношував картину по її мотивам протягом 2 років.
Офорти Миколи Кочубея мають виразно український стиль.
|                                     | Я використовую українську писанку, її орнаменти, сакральні знаки, чий зміст деякою мірою вже втрачений, але генетична пам’ять є в усіх нас... Ці знаки я вплітаю в орнамент, стилізуючи й перетворюючи в образи |
| — Микола Кочубей, для газети «День» | |

### Пам'ятні та ювілейні монети
Співпрацювати з Національним банком України Микола Кочубей розпочав 1996 року. Тоді його кандидатуру з-поміж інших запропонував банку Олександр Івахненко.
Першою монетою, ескіз якої виконав Микола Кочубей, була «Місто-герой Київ».
З того часу за ескізами Миколи Кочубея НБУ випустив більше 50 монет. Три з них («Сорочинський ярмарок», «Водохреще», «Голодомор — геноцид українського народу») були удостоєні свого часу перших премій у щорічному конкурсі НБУ «Найкраща монета року».

### Поштові марки
Над замовленнями видавництва «Марка України» Микола Кочубей працює з 1998 року.
Найвідомішою частиною його доробку в галузі поштових марок є серія «Народний одяг України». В період з 2001 по 2008 рік у цій серії вийшло 8 аркушів по 6 марок, присвячених народному вбранню різних регіонів України в контексті календарно-обрядового циклу.
Джерелом інформації про регіональний одяг послужили старі фотографії та сучасні альбоми, присвячені цій темі.
На марках художник іноді зображує конкретних особистостей.
|                              | Спочатку зображував одяг як одяг. А потім стало сумно, і я почав малювати друзів, родичів, себе маленького. Звісно, в контексті костюмної теми. |
| — Микола Кочубей, для «Віче» | |

На марках, присвячених костюму Буковини, митець зобразив Марічку та Івана Миколайчуків.

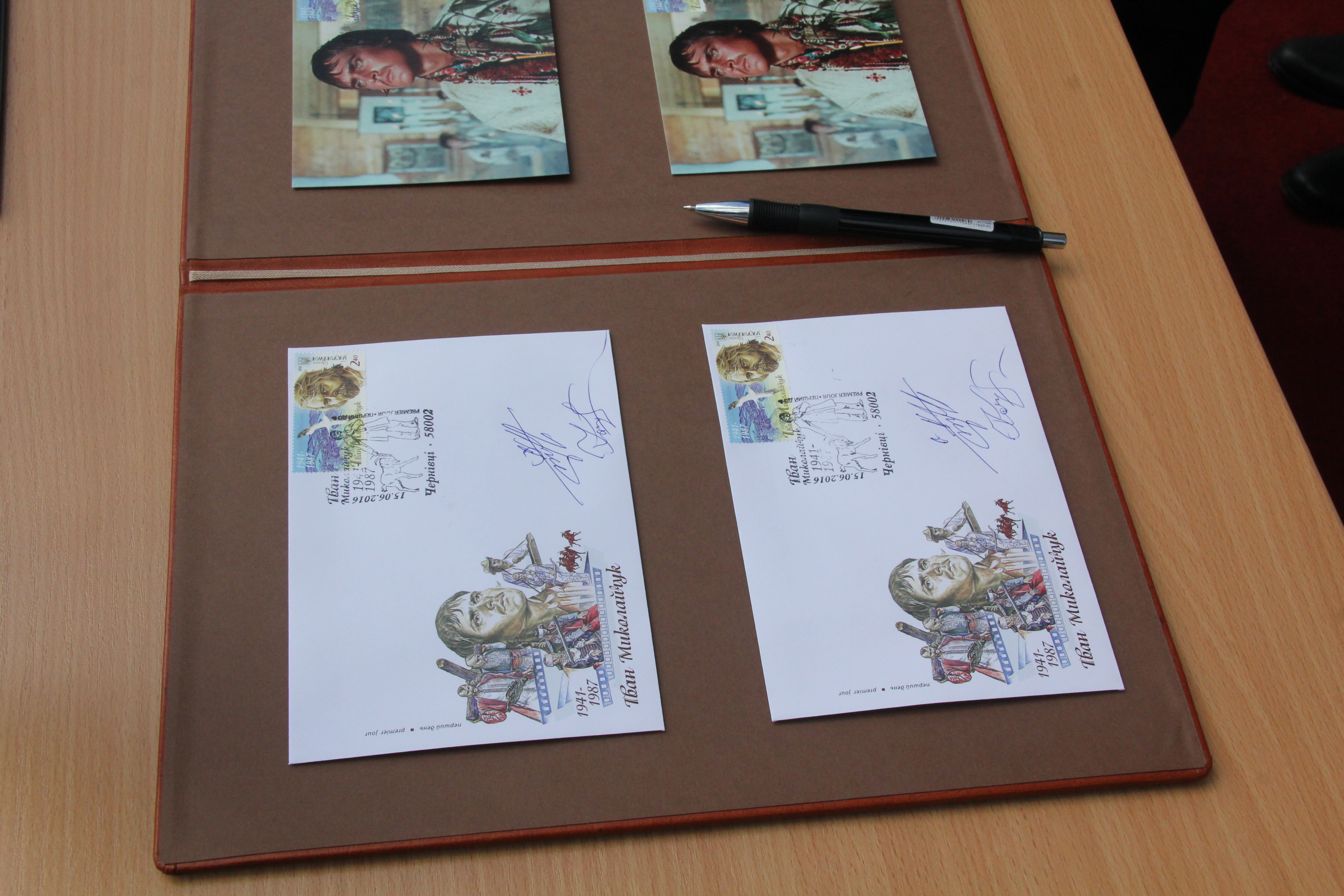
Погашені ювілейні марка та конверт з зображенням Івана Миколайчука та підписами почесних гостей.

До 75-річного ювілею Івана Миколайчука було видано марку та конверт з його зображенням та його героїв. Микола Кочубей був присутній на урочистому погашенні марки у Чернівцях у червні 2016 року.

## Нагороди
- 2002 — Лауреат першої премії Всеукраїнської виставки-конкурсу імені Георгія Якутовича
- 2003 — Лауреат міжнародної премії імені Георгія Нарбута за найкращу українську поштову марку .
- 2005 — Лауреат у номінації «Найкраща марка» на міжнародному конкурсі WIPA у Відні (марка «Свято Різдва Христового») .
- 2005 — Монету «Сорочинський ярмарок» авторства Миколи Кочубея визнано «Найкращою монетою року».
- 2005 — Монета «Свято-Успенська Святогірська лавра» здобула Велику срібну медаль на конкурсі місті Віченці (Італія).
- 2006 — Монету «Водохреще» визнано «Найкращою монетою року».
- 2007 — Монету «Голодомор — геноцид українського народу» визнано «Найкращою монетою року»[5].